# Neuer Friedhof Düren-Ost

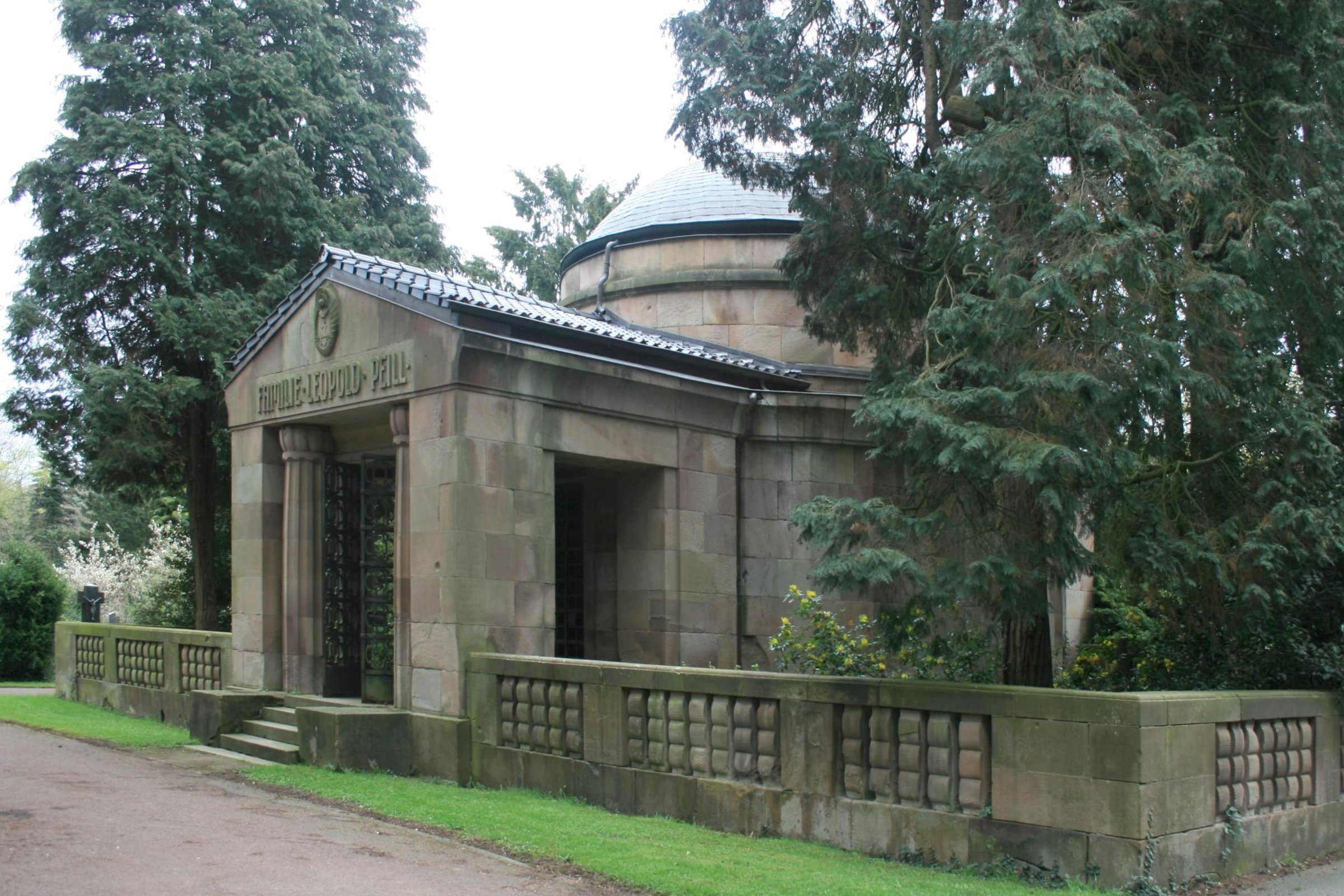
Familiengruft Peill

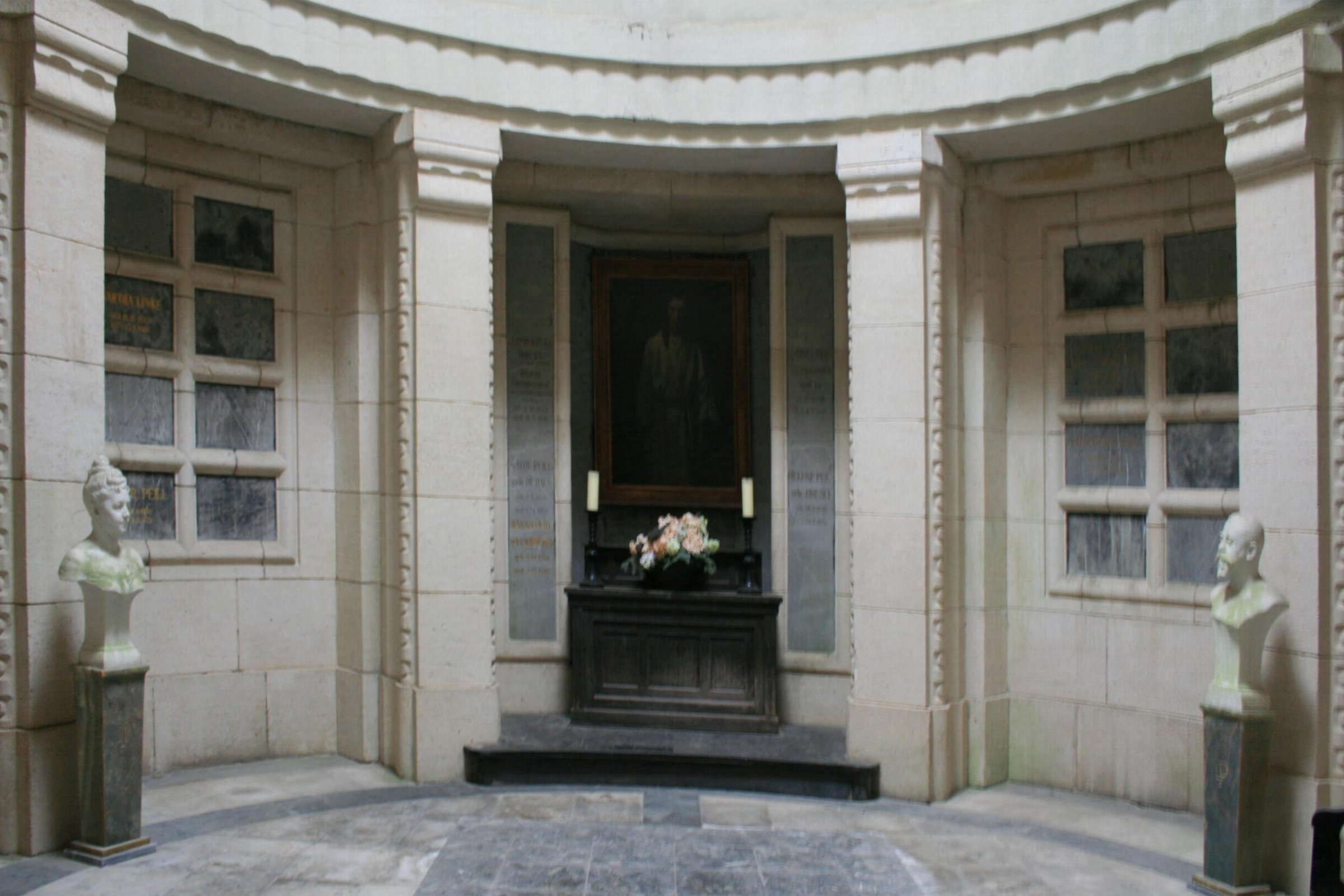
Familiengruft Peill, innen

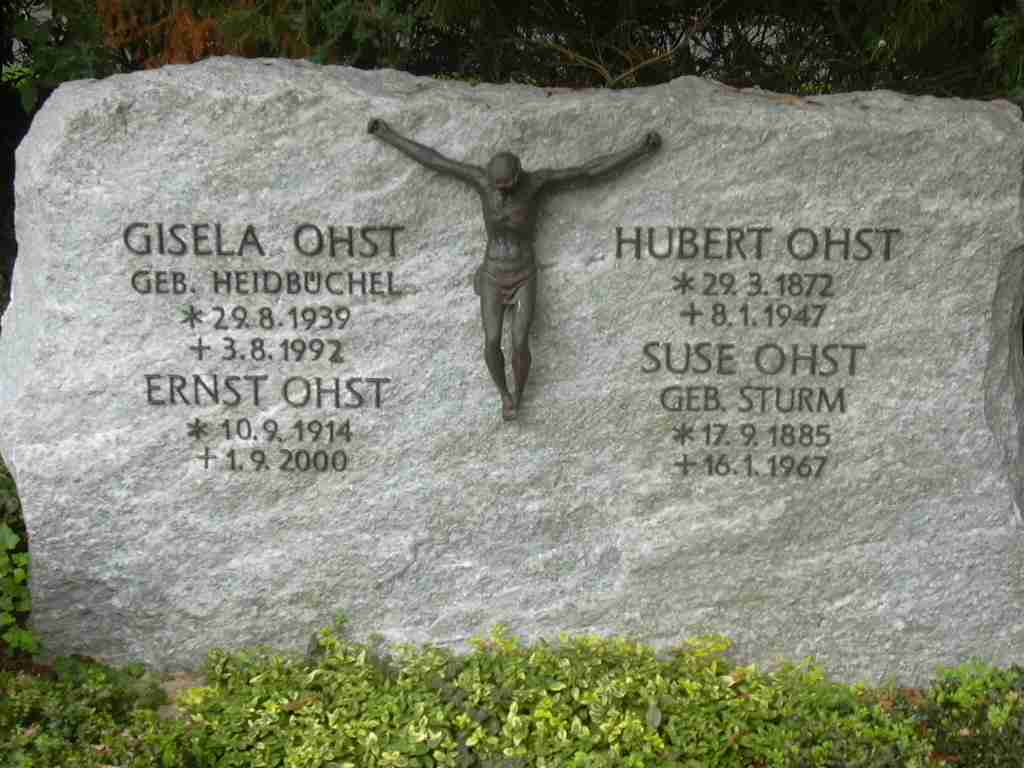
Grabstätte des Malers Ernst Ohst

Der Neue Friedhof Düren-Ost ist der Hauptfriedhof der Kreisstadt Düren in Nordrhein-Westfalen.
Die Stadt Düren hat 16 Friedhöfe, auf denen noch Bestattungen möglich sind. Sie werden als nichtrechtsfähige öffentliche Anstalten der Stadt Düren vom Dürener Servicebetrieb betrieben. Die Verwaltung für alle Dürener Friedhöfe befindet sich im Eingangsbereich. Der Friedhof liegt an der Einmündung der Straße An St. Bonifatius in die Friedenstraße und hat die Hausnummer 76.
Im Jahre 1895 kaufte die Stadt in der Gemarkung Rossfeld 25 Morgen Land zur Anlegung eines Zentralfriedhofes. Diese Anlegung war nötig, da der bisherige Friedhof in der Kölnstraße zu klein wurde. Dieser ehemalige Friedhof ist heute als Parkanlage gestaltet und trägt den Namen Konrad-Adenauer-Park.
Der Neue Friedhof Düren-Ost wird seit dem 1. September 1903 genutzt. Schon am 28. Dezember 1905 beschloss die Stadtverordnetenversammlung eine Erweiterung des Neuen Friedhofes. Der Friedhof wurde im Laufe der Jahre immer weiter in Richtung Distelrath erweitert.
Neben der Trauerhalle wurde im Jahre 2010 ein Trauercafé mit Begegnungsstätte erbaut, welches von der Dürener Gesellschaft für Arbeitsförderung (DGA) betrieben wird.
Der Friedhof ist als Parkanlage erbaut und wird von vielen Dürenern als Spaziergelände genutzt.
Folgende Bestattungsmöglichkeiten gibt es:
- Reihengrabstätte
- Kinderreihengrabstätte
- Wahlgrabstätte (ein- und mehrstellig)
- Wahlgrabstätte (zweistellig als Tieferbettung)
- Urnenreihengrabstätte
- Urnenwahlgrabstätte (bis 4 Urnen)

Außerdem gibt es:
- eine Begräbnisstätte für fehlgeborene Kinder
- ein islamisches Gräberfeld
- einen Friedpark
- eine Urnenstele
- eine Friedwiese
- anonyme pflegefreie Reihengrabstätten
- anonyme pflegefreie Urnenreihengrabstätte
- Kriegsgräberstätten für die Opfer des Ersten Weltkrieges und Zweiten Weltkrieges